# クリフォード・ネルソン・パイル
クリフォード・ネルソン・パイル（Clifford Nelson Pyle, 1933年3月29日 - 2006年1月18日）は、西アフリカのシエラレオネ共和国の国歌を作曲した人物。言語学者、作家でもある。
シエラレオネの首都フリータウンで生まれた。メソジスト系の男子高校で1950年代に英語教師をして、1958年に文学修士の学位を取得した。1960年には20歳の時に大学でも数学でフォーラー・ベイ・カレッジ、イギリスのダラム大学で言語での学士号を取得した。同年に卒業し、帰国後は、シエラレオネの国歌作りをし、シエラレオネの教育（特に言語学）に力を注ぐ事になる。
1967年にアメリカのカリフォルニア大学ロサンゼルス校で言語学の仕事をし、シエラレオネに戻った後は、フォーラー・ベイ・カレッジなどで英語科や芸術学部の講師を務めるなど、大学教授として成功する。ユネスコでは52以上のアフリカ諸国とその使用コミュニケーションや教育をしており、1988年には大学の学部長の確保就任のコーディネーターとしてユネスコの世界の言語を母国語で、数多くの出版物でオックスフォード・クリオ語＝英語辞典を執筆し、また短編小説も書いている。そして国際交流協会の副社長として母国語での教育研究に就任していた。
1993年に教授を引退し、1995年にシエラレオネで妻のローズと共に出版会社を始めた。シエラレオネでの学校の言語のために、現地で使われている主要な言語であるメンデ語、テムネ語、クリオ語、リンバ語などの言語の教科書や書籍を発行するためである。2000年に内戦を逃れて、妻ローズと共にアメリカに渡り、ニューヨーク州ウェストチェスター郡ヨンカーズで出版会社リコオン・ニュー・ディメンジョン（Lekon New Dimension）を設立し、家族経営で始めた。2006年1月18日に73歳で亡くなり、妻ローズが会社の経営を引き継いでいる。